# Rubén Wolkowyski
Rubén Oscar Wolkowyski (Castelli, Província del Chaco, Argentina, 30 de setembre de 1973) és un jugador professional de bàsquet argentí ja retirat.
Wolkowyski ha jugat professionalment a l'Argentina, els Estats Units, Rússia, Polònia, Espanya, Grècia, Itàlia, Uruguai i Puerto Rico. Ha sigut un pilar de l'equip de bàsquet de la selecció nacional del seu país participant el 2001 i el 2003 als Campionats Amèriques de la FIBA, el 2002 i el 2006 als Campionats Mundials de la FIBA, i el 1996 i el 2004 a les Olimpíades d'estiu. A les Olimpíades d'Atenes 2004 va guanyar la medalla d'or per a l'Argentina, jugant amb la seva selecció.